# This Is What I Do
Albums de Sonny Rollins
Global Warming
(1998) Without a Song: The 9/11 Concert
(2002)
This Is What I Do est un album du saxophoniste de jazz Sonny Rollins paru en 2000 sur le label Milestone. Rollins forme un quintet composé du pianiste Stephen Scott, du tromboniste Clifton Anderson, du bassiste Bob Cranshaw et des batteurs Jack DeJohnette ou Perry Wilson.

## Réception
Sur AllMusic, Alex Henderson écrit à propos de l'album « il n'atteint pas l'essentiel, mais offre quelques belles surprises et est un ajout qui vaut la peine dans le très grand catalogue de Rollins ».

## Titres de l'album
L'album est constitué de trois compositions de Rollins, un standard -A Nightingale Sang in Berkeley Square qui est une ballade, et deux musiques de films de 1937 -Sweet Leilani provient du film musical Waikiki Wedding et le titre The Moon of Manakoora est issu du film The Hurricane de John Ford.
| N° | Titre                                 | Compositeur                     | Durée |
| -- | ------------------------------------- | ------------------------------- | ----- |
| 1. | Salvador                              | Sonny Rollins                   | 7:52  |
| 2. | Sweet Leilani                         | Harry Owens                     | 7:01  |
| 3. | Did You See Harold Vick?              | Sonny Rollins                   | 9:19  |
| 4. | A Nightingale Sang in Berkeley Square | Eric Maschwitz, Manning Sherwin | 8:06  |
| 5. | Charles M.                            | Sonny Rollins                   | 10:16 |
| 6. | The Moon of Manakoora                 | Frank Loesser, Alfred Newman    | 5:45  |

## Enregistrements
Les titres 1, 2, 4 et 6 sont enregistrés lors des sessions du 8 et du 9 mai 2000, puis les deux autres titres (3 et 5) le 29 juillet 2000 au Clinton Recording Studios à New York.
| Musicien         | Instrument       | Titre      |  | Équipe technique |                           |
| ---------------- | ---------------- | ---------- |  | ---------------- | ------------------------- |
| Sonny Rollins    | saxophone ténor  | 1 - 6      |  | Sonny Rollins    | Producteur                |
| Stephen Scott    | piano            | 1 - 6      |  | Troy Halderson   | Ingénieur du son          |
| Bob Cranshaw     | basse électrique | 1 - 6      |  | Takao Ogawa      | Liner notes               |
| Clifton Anderson | trombone         | 2 - 5      |  | John Abbott      | Photographie (couverture) |
| Jack DeJohnette  | batterie         | 1, 2, 4, 6 |  |                  |                           |
| Perry Wilson     | batterie         | 3, 5       |  |                  |                           |